# Bryce Hager
Bryce Gunnar Hager (Austin, 4 maggio 1992) è un giocatore di football americano statunitense che milita nel ruolo di linebacker per i Los Angeles Rams della National Football League (NFL).

## Biografia

### St. Louis/Los AngelesRams
Dopo avere giocato al college a football a Baylor, Hager fu scelto nel corso del settimo giro (224º assoluto) del Draft NFL 2015 dai St. Louis Rams. Debuttò come professionista subentrando nella gara del primo turno contro i Seattle Seahawks mettendo a segno un tackle. La sua prima stagione si chiuse disputando tutte le 16 partite, nessuna delle quali come titolare, con 5 tackle. Nei playoff 2018-2019, i Rams batterono i Cowboys e i Saints, qualificandosi per il loro primo Super Bowl dal 2001.

## Palmarès

### Franchigia
- National Football Conference Championship: 1

Los Angeles Rams: 2018